# Робер, Лоран
Лора́н Робе́р (фр. Laurent Robert; 21 мая 1975, Сен-Бенуа, Реюньон) — французский футболист, полузащитник. Известен по выступлениям за «Пари Сен-Жермен» и «Ньюкасл Юнайтед».
Его брат, Фабьен Робер, выступал за «Лорьян».

## Клубная карьера
В профессиональном футболе дебютировал в 1994 году, выступая за команду «Монпелье», в которой провёл пять сезонов, приняв участие в 124 матчах чемпионата.
В течение 1999—2001 годов защищал цвета клуба «Пари Сен-Жермен», с которым стал вице-чемпионом Франции сезона 1999/2000 и победителем Кубка Интертото 2001 года.
Своей игрой за последнюю команду привлёк внимание представителей тренерского штаба английского клуба «Ньюкасл Юнайтед», к составу которого присоединился в 2001 году. Тренер «пёстрых» Бобби Робсон сделал француза ключевым игроком в своей команде. Он забил много голов с дальних ударов и штрафных, в частности дубль в матче против «Тоттенхэм Хотспур» в декабре 2003 года, его команда выиграла со счётом 4:0, это был один из лучших его матчей за клуб. Однако после смены тренера и прихода на должность Грэма Сунесса Робер начал конфликтовать с тренером и потерял место в команде, из-за чего летом 2005 года был отдан в аренду в «Портсмут», причём изначально была информация о переходе игрока в клуб на постоянной основе. Всего Лоран отыграл за команду из Ньюкасла четыре сезона своей игровой карьеры.
В составе «Портсмута» Робер забил лишь один гол в матче против «Вест Бромвич Альбион», но его команда проиграла со счётом 2:1. Он отказался уходить с поля, когда тренер хотел заменить его в матче с «Сандерлендом», в то время его клуб находился под угрозой вылета. Из-за этого у «Портсмута» осталось только четыре замены вместо пяти, тем не менее команда выиграла матч со счётом 4:1.
В начале 2006 года подписал контракт на 3,5 года с португальской «Бенфикой», которая пробилась в плей-офф Лиги чемпионов, но этот переход оказался неудачным. Игра француза, который забил три гола в 20 матчах, подвергалась резкой критике — особенно на фоне его высокой зарплаты. Из-за этого уже летом футболист на правах свободного агента перешёл в испанский «Леванте», но и в Ла Лиге футболист не смог себя проявить, сыграв за сезон всего 13 матчей, после чего вообще перестал попадать в заявку на матчи и в ноябре 2007 года разорвал контракт с клубом.
8 января 2008 года подписал контракт с аутсайдером английской Премьер-лиги «Дерби Каунти», но несколько месяцев спустя он присоединился к канадскому «Торонто» для участия в сезоне MLS 2008 года. 19 августа 2008 года француз покинул «Торонто».
Завершил профессиональную игровую карьеру в клубе «Лариса», за которую провёл шесть матчей в течение сезона 2008/09.

## Выступления за сборную
18 августа 1999 года дебютировал в официальных матчах в составе национальной сборной Франции в матче против сборной Северной Ирландии. 15 ноября 2000 года в игре против сборной Турции забил свой единственный гол за сборную.
В следующем году в составе сборной был участником розыгрыша Кубка конфедераций 2001 года в Японии и Южной Кореи, сыграв в четырёх из пяти матчей своей сборной и получив с ней титул победителя турнира.
По завершении турнира больше в сборную не привлекался. В течение карьеры в национальной команде, которая длилась всего три года, провёл в форме главной команды страны девять матчей, забив один гол.

## Награды
- Вице-чемпион в Чемпионате Франции 1999/00 с «Пари Сен-Жермен»
- Победитель Кубока Интертото 2001 с «Пари Сен-Жермен»
- Победитель Кубка Конфедераций 2001 со сборной Франции
- Финалист в Чемпионате Канады 2008 с «Торонто»